# San José del Valle
San José del Valle är en ort och kommun i provinsen Cádiz i den autonoma regionen Andalusien i södra Spanien. Orten ligger cirka 45 kilometer öster om Cádiz. Kommunen har 4 472 invånare (2024), på en yta av 223,74 km².